# Benjamin Knobil
Benjamin Knobil, né le 1er février 1967 à Paris, est un écrivain et dramaturge vaudois.

## Biographie
Benjamin Knobil naît le 1er février 1967 à Paris.
Il passe son enfance entre Londres, Bruxelles et Paris et a l'anglais comme langue maternelle. Il se forme à l'école "Théâtre en Actes" à Paris de 1986 à 1989. Auteur, metteur en scène et comédien, il dirige la compagnie de théâtre Nonante-trois basée à Lausanne. Il a mis en scène douze des vingt pièces qu’il a écrites.
Après avoir reçu une bourse de la société suisse des auteurs, Benjamin Knobil participe en 2008 à un atelier rédactionnel dirigé par l'auteur et dramaturge belge Paul Pourveur. Il souhaite saisir cette chance du prix SSA pour l'écriture de Boulettes ainsi que celle de sa mise en scène de L'enfant et les sortilèges à l'Opéra de Lausanne.
Il est marié à la comédienne Geneviève Pasquier et vit à Lausanne.